# Intelsat 26
Intelsat 26 (vormals auch JCSAT-4 oder JCSAT-R) war ein kommerzieller Kommunikationssatellit des Satellitenbetreibers Intelsat.

## Aufbau
Der damalige Satellit JCSAT-4 wurde auf der Basis des Hughes-601-Satellitenbusses der Hughes Aircraft gebaut. Er besaß eine erwartete Lebensdauer von etwa 12 Jahren, die jedoch überschritten wurde. Der Satellit beherbergte insgesamt 40 Transponder, davon 12 im C-Band und 28 im Ku-Band. Er wurde durch zwei Solarmodule und Batterien mit Strom versorgt.

## Geschichte
Im Hinblick auf das Wachstum des Kommunikationsgeschäfts unterzeichnete die JSAT Corporation mit Sitz in Tokio im Dezember 1995 einen Vertrag zum Bau eines weiteren, nach JCSAT-3 im Oktober 1993, Hughes HS-601-Satelliten. Der Satellit wurde, genau wie sein Vorgänger, entwickelt, Fernsehsendungen über das Ku-Band nach Ostasien, Australien, Neuseeland und Indien weiterzuleiten; und via C-Band nach Ost- und Südasien und Hawaii. JCSAT-4 war in Hinsicht der Leistung und Kapazitäten verbessert.

## Missionsverlauf
JCSAT-4 wurde am 17. Februar 1997 auf einer Atlas-II-Trägerrakete vom Cape Canaveral in Florida ins All gebracht. Nach dem Erreichen des geostationären Orbits wurde der Satellit zunächst bei 124° Ost stationiert und bekam den Namen JCSAT-R. Im Jahr 2009 kaufte die Intelsat den Satelliten, bezeichnete ihn als Intelsat 26 und stationierte ihn bei 66° West. Inzwischen ist der Satellit außer Betrieb.